# Jon Farriss
Jonathan James Farriss (10 de agosto de 1961 en Perth) es un músico y productor discográfico australiano, popular por ser uno de los miembros fundadores de la agrupación INXS. Además de su trabajo como baterista de la banda, también ha trabajado como productor para artistas como Richard Clapton y Jimmy Barnes y fue el productor del álbum tributo de 2010 llamado Original Sin.

## Discografía

### INXS
- 1980 - INXS
- 1981 - Underneath the Colours
- 1982 - Shabooh Shoobah
- 1984 - The Swing
- 1985 - Listen Like Thieves
- 1987 - Kick
- 1990 - X
- 1992 - Welcome to Wherever You Are
- 1993 - Full Moon, Dirty Hearts
- 1997 - Elegantly Wasted
- 2005 - Switch
- 2010 - Original Sin